# NGC 4431
NGC 4431 é uma galáxia lenticular (S0) localizada na direcção da constelação de Virgo. Possui uma declinação de +12° 17' 26" e uma ascensão recta de 12 horas, 27 minutos e 27,4 segundos.
A galáxia NGC 4431 foi descoberta em 17 de Abril de 1784 por William Herschel.